# 915
| Calendário gregoriano                                                        | 915 CMXV                                             |
| Ab urbe condita                                                              | 1668                                                 |
| Calendário arménio                                                           | 364 – 365                                            |
| Calendário bahá'í                                                            | -929 – -928                                          |
| Calendário budista                                                           | 1459                                                 |
| Calendário chinês                                                            | 3611 – 3612 Início a 19 de janeiro (aproximadamente) |
| Calendário copta                                                             | 631 – 632                                            |
| Calendário etíope                                                            | 907 – 908                                            |
| Calendários hindus - Vikram Samvat - Calendário nacional indiano - Cáli Iuga | 970 – 971 836 – 837 4015 – 4016                      |
| Calendário Holoceno                                                          | 10915                                                |
| Calendário islâmico                                                          | 302 – 303                                            |
| Calendário judaico                                                           | 4675 – 4676                                          |
| Calendário persa                                                             | 293 – 294                                            |
| Calendário rúnico                                                            | 1165                                                 |
| Calendário solar tailandês                                                   | 1458                                                 |

915 (CMXV na numeração romana) foi um ano comum do século X do Calendário Juliano, da Era de Cristo, teve início a um domingo e terminou também a um domingo, e a sua letra dominical foi A (52 semanas).
No  território que viria a ser o reino de Portugal estava em vigor a Era de César que já contava 953 anos.
| Ano completo                    |
| ------------------------------- |
| Ano comum com início ao domingo |

## Eventos
- Período de seca severa que origina escassez de alimentos em toda a Península Ibérica e consequentes mortes pela fome.

## Mortes
- Gonçalo Fernandez de Lara, fundador da Casa de Lara, Conde de Burgos e conde de Castela (n 880).